# Stanisław Szablewski
Stanisław Michał Szablewski (ur. 8 maja 1897 w Warszawie, zm. w kwietniu 1940 w Charkowie) – kapitan administracji (taborów) Wojska Polskiego, kawaler Orderu Virtuti Militari, ofiara zbrodni katyńskiej.

## Życiorys
Syn Adama i Michaliny z Tryfanów. Ukończył gimnazjum i Szkołę Handlową w Kaliszu.
W okresie I wojny światowej służył w Legionach Polskich (od 1916) w 6 pułku piechoty. Po ich rozwiązaniu był internowany w Szczypiornie oraz Łomży. Następnie służył w Polskim Korpusie Posiłkowym.
W 1918 roku wstąpił do Wojska Polskiego. Został przydzielony do 29 pułku piechoty. W jednostce walczył w wojnie polsko-bolszewickiej, za swoje czyny został odznaczony Krzyżem Srebrnym Orderu Virtuti Militari.
Po zakończeniu działań wojennych przeszedł do rezerwy. W 1921 roku został ponownie powołany do wojska i służył w 29 pułku Strzelców Kaniowskich. Ukończył Oficerską Szkołę dla Podoficerów w Bydgoszczy. 26 sierpnia 1926 roku Prezydent RP mianował go podporucznikiem ze starszeństwem z dniem 31 sierpnia 1924 roku i 14. lokatą w korpusie oficerów piechoty, a Minister Spraw Wojskowych wcielił do 6 pułku piechoty Legionów w Wilnie. 1 września 1926 roku został awansowany na porucznika ze starszeństwem z dniem 31 sierpnia 1926 roku w korpusie oficerów piechoty. Służył w 15 pułku piechoty. W marcu 1931 został przeniesiony do Korpusu Ochrony Pogranicza. Do 1935 służył w Brygadzie KOP „Wilno” i batalionie KOP „Kopyczyńce”. W latach 1935–1938 pełnił służbę w 58 pułku piechoty. Na stopień kapitana został mianowany ze starszeństwem z 19 marca 1937 i 138. lokatą w korpusie oficerów piechoty. W 1938 został przeniesiony do korpusu oficerów taborowych, a w następnym roku do korpusu oficerów administracji, grupa administracyjna. W 1939 roku był kierownikiem II referatu uzupełnień w Komendzie Rejonu Uzupełnień Miechów.

Po agresji ZSRR na Polskę w nieznanych okolicznościach dostał się do niewoli sowieckiej i przebywał w obozie w Starobielsku. Wiosną 1940 roku został zamordowany przez funkcjonariuszy NKWD w Charkowie i pogrzebany w bezimiennej mogile zbiorowej w Piatichatkach, gdzie od 17 czerwca 2000 roku mieści się oficjalnie Cmentarz Ofiar Totalitaryzmu w Charkowie. Figuruje na Liście Starobielskiej NKWD pod poz. 3751.  
5 października 2007 roku minister obrony narodowej Aleksander Szczygło mianował go pośmiertnie na stopień majora. Awans został ogłoszony 9 listopada 2007 roku w Warszawie, w trakcie uroczystości „Katyń Pamiętamy – Uczcijmy Pamięć Bohaterów”.

## Ordery i odznaczenia
- Krzyż Srebrny Orderu Wojskowego Virtuti Militari nr 5200 – 28 lutego 1922[17]
- Krzyż Niepodległości – 13 kwietnia 1931[18]
- Krzyż Walecznych – czterokrotnie[19]
- Srebrny Krzyż Zasługi – 1938[20][21]
- Medal Pamiątkowy za Wojnę 1918–1921
- Medal Dziesięciolecia Odzyskanej Niepodległości